# ニースのカーニバル
ニースのカーニバル（フランス語： Carnaval de Nice ）は、フランスのコート・ダジュールにあるニースで開催される謝肉祭（カーニバル）。
ブラジルのリオのカーニバル、イタリアのヴェネツィア・カーニバル、アメリカ合衆国のニューオーリンズ・マルディグラなどと並んで、世界有数のカーニバルイベントの一つ。毎年2月、または3月上旬（キリスト教暦におけるカーニバルの日程により変わる）に開催される。

## 歴史
最も古い記録によれば、このカーニバルの存在は1294年に遡り、プロヴァンス伯シャルル・アンジューが「the joyous days of carnival.（訳：カーニバルの楽しい日々を過ごした）」と記している
1873年、地元の芸術家アレクシス・モッサを委員長とするカーニバル委員会が設立され、後にその息子グスタフ＝アドルフ・モッサも加わった。カーニバルはパレードへと生まれ変わり 仮面舞踏会、風刺的なフロート、競技などが追加された。
毎年特別なテーマが選ばれ、アーティストたちが伝統的な張り子で18台のフロートやその他の人形を制作し、色鮮やかなパレードを繰り広げる。パレードは昼夜を問わず行われ、プロムナード・デ・ザングレでは「フラワーバトル」が展開される。
2017年、 2016年のニーストラックテロ事件の記念碑がカーニバルの準備のために解体され、パレードのルートはプロムナード・デ・ザングレからプロムナード・デュ・パイヨンに変更された。